# Captieux
Captieux (prononcé : [kapsjø]) est une commune du Sud-Ouest de la France, située dans le département de la Gironde, en région Nouvelle-Aquitaine.

## Géographie

### Localisation
Ancien chef-lieu de canton situé dans l'est du parc naturel régional des Landes de Gascogne, au sud-est du département de la Gironde, limitrophe du département des Landes et à proximité de celui de Lot-et-Garonne, la commune se trouve à 74 km au sud-sud-est de Bordeaux, chef-lieu du département et à 32 km au sud de Langon, chef-lieu d'arrondissement.

### Communes limitrophes
Les communes limitrophes en sont Escaudes au nord-est, Giscos à l'est, Maillas (Landes) au sud-est, Bourriot-Bergonce (Landes) au sud-sud-est, Retjons (Landes) au sud, Lencouacq (Landes) au sud-sud-ouest, Lucmau à l'ouest et Bernos-Beaulac au nord.
|                    | Bernos-Beaulac                              | Escaudes         |
| Lucmau             | Captieux                                    | Giscos           |
| Lencouacq (Landes) | Retjons (Landes) Bourriot-Bergonce (Landes) | Maillas (Landes) |

### Climat
Le climat qui caractérise la commune est qualifié, en 2010, de « climat océanique altéré », selon la typologie des climats de la France qui compte alors huit grands types de climats en métropole. En 2020, la commune ressort du même type de climat dans la classification établie par Météo-France, qui ne compte désormais, en première approche, que cinq grands types de climats en métropole. Il s’agit d’une zone de transition entre le climat océanique, le climat de montagne et le climat semi-continental. Les écarts de température entre hiver et été augmentent avec l'éloignement de la mer. La pluviométrie est plus faible qu'en bord de mer, sauf aux abords des reliefs.
Les paramètres climatiques qui ont permis d’établir la typologie de 2010 comportent six variables pour les températures et huit pour les précipitations, dont les valeurs correspondent à la normale 1971-2000. Les sept principales variables caractérisant la commune sont présentées dans l'encadré ci-après.
| Paramètres climatiques communaux sur la période 1971-2000 - Moyenne annuelle de température : 12,7 °C - Nombre de jours avec une température inférieure à −5 °C : 3,1 j - Nombre de jours avec une température supérieure à 30 °C : 8,6 j - Amplitude thermique annuelle : 14,4 °C - Cumuls annuels de précipitation : 936 mm - Nombre de jours de précipitation en janvier : 11,6 j - Nombre de jours de précipitation en juillet : 7,3 j |

Avec le changement climatique, ces variables ont évolué. Une étude réalisée en 2014 par la Direction générale de l'Énergie et du Climat complétée par des études régionales prévoit en effet que la température moyenne devrait croître et la pluviométrie moyenne baisser, avec toutefois de fortes variations régionales. La station météorologique de Météo-France installée sur la commune et mise en service en 1974 permet de connaître l'évolution des indicateurs météorologiques. Le tableau détaillé pour la période 1981-2010 est présenté ci-après.
| Mois                                  | jan.           | fév.         | mars            | avril         | mai             | juin          | jui.           | août           | sep.            | oct.            | nov.           | déc.           | année     |
| ------------------------------------- | -------------- | ------------ | --------------- | ------------- | --------------- | ------------- | -------------- | -------------- | --------------- | --------------- | -------------- | -------------- | --------- |
| Température minimale moyenne (°C)     | 1,4            | 1,3          | 3,2             | 5             | 8,8             | 11,9          | 13,4           | 13,3           | 10,2            | 7,9             | 4,2            | 2,1            | 6,9       |
| Température moyenne (°C)              | 5,9            | 6,7          | 9,5             | 11,5          | 15,4            | 18,7          | 20,6           | 20,5           | 17,4            | 14              | 9,1            | 6,4            | 13        |
| Température maximale moyenne (°C)     | 10,4           | 12,1         | 15,8            | 17,9          | 22              | 25,4          | 27,7           | 27,8           | 24,6            | 20              | 13,9           | 10,7           | 19,1      |
| Record de froid (°C) date du record   | −21 16.01.1985 | −14 10.02.12 | −13 01.03.05    | −5 21.04.1991 | −2,6 01.05.1976 | 0 02.06.1975  | 2,5 30.07.1988 | 1,5 30.08.1986 | −2,5 21.09.1977 | −5,5 30.10.1997 | −13 22.11.1988 | −14,5 17.12.01 | −21 1985  |
| Record de chaleur (°C) date du record | 22,5 01.01.22  | 27 27.02.19  | 28,5 21.03.1990 | 33 23.04.07   | 37 30.05.01     | 41,5 27.06.11 | 42,5 23.07.19  | 42 07.08.20    | 37 16.09.20     | 32,5 02.10.1985 | 26 01.11.14    | 23 16.12.1989  | 42,5 2019 |
| Précipitations (mm)                   | 80,7           | 69,6         | 65,6            | 87,1          | 81,5            | 62,7          | 52,8           | 70             | 70,3            | 81,7            | 95,2           | 90,4           | 907,6     |

## Urbanisme

### Typologie
Au 1er janvier 2024, Captieux est catégorisée bourg rural, selon la nouvelle grille communale de densité à sept niveaux définie par l'Insee en 2022.
Elle est située hors unité urbaine et hors attraction des villes,.

### Occupation des sols

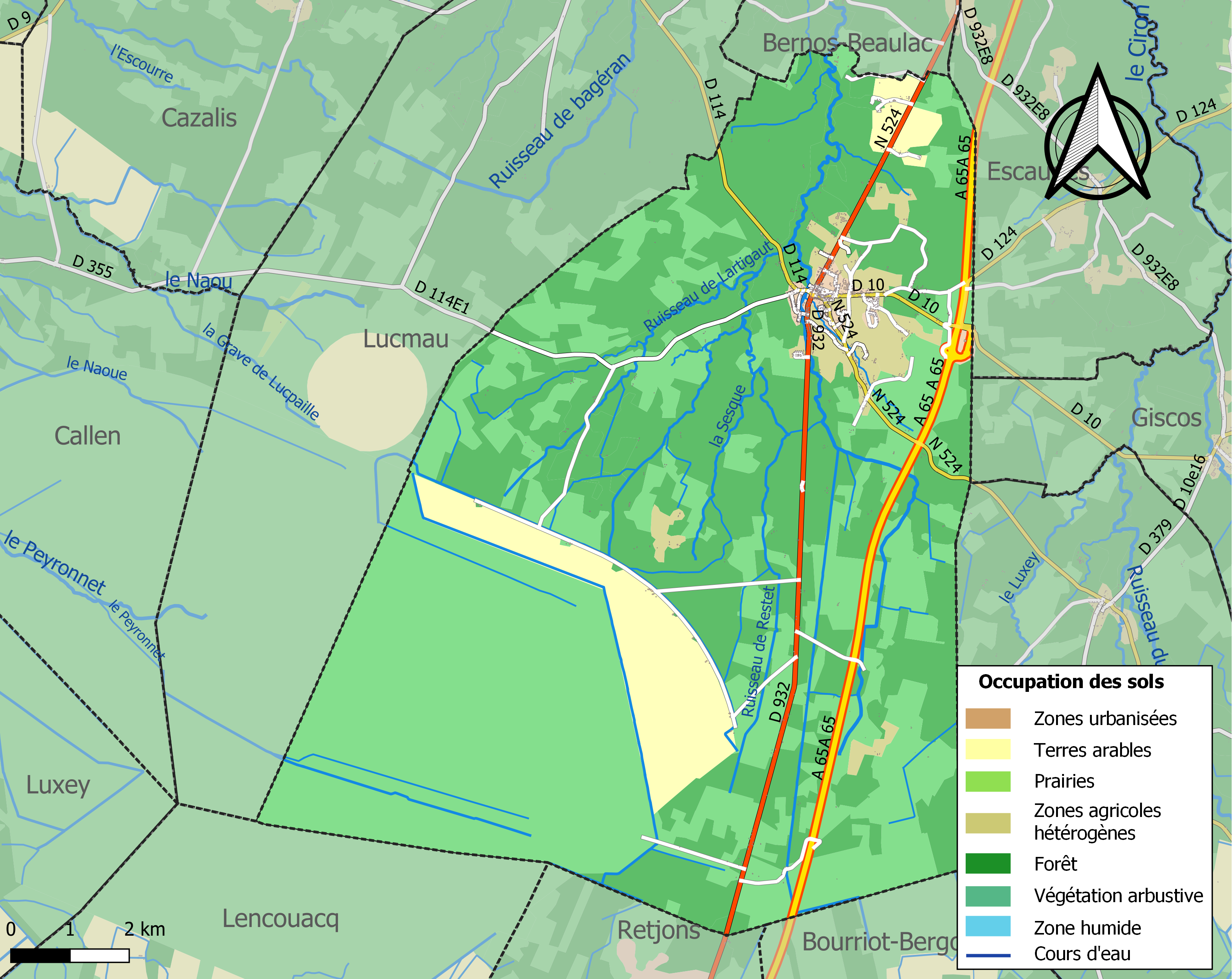
Carte des infrastructures et de l'occupation des sols de la commune en 2018 (CLC).

L'occupation des sols de la commune, telle qu'elle ressort de la base de données européenne d’occupation biophysique des sols Corine Land Cover (CLC), est marquée par l'importance des forêts et milieux semi-naturels (89 % en 2018), une proportion sensiblement équivalente à celle de 1990 (88,8 %). La répartition détaillée en 2018 est la suivante :
milieux à végétation arbustive et/ou herbacée (47,9 %), forêts (41,2 %), terres arables (6,9 %), zones agricoles hétérogènes (3,1 %), zones urbanisées (0,8 %), zones industrielles ou commerciales et réseaux de communication (0,2 %). L'évolution de l’occupation des sols de la commune et de ses infrastructures peut être observée sur les différentes représentations cartographiques du territoire : la carte de Cassini (XVIIIe siècle), la carte d'état-major (1820-1866) et les cartes ou photos aériennes de l'IGN pour la période actuelle (1950 à aujourd'hui).

### Voies de communication et transports

#### Route
La commune est traversée par la route nationale 524 qui mène vers le nord à Bernos-Beaulac puis Langon et vers le sud-est à Maillas (Landes) pour finir à Espas (Gers). Cette route est une partie de l'itinéraire à grand gabarit utilisé pour le transports des pièces d'Airbus et pour lequel un itinéraire d'évitement a été créé dans l'est de la commune de Captieux.

Le tracé de l'autoroute A65 (Langon-Pau) qui double cette nationale dans sa partie nord, traverse l'est du territoire communal et l'accès no 2, dit de Captieux, se situe à 3 km de la ville. À défaut d'utiliser cette autoroute A65, l'accès le plus proche à l'autoroute A62 (Bordeaux-Toulouse) est le no 3, dit de Langon, distant de 31 km par la route vers le nord.

La route départementale D 932 commence dans la ville et mène vers le sud à Roquefort (Landes), Mont-de-Marsan et Pau ; la route départementale D 10 commence également dans la ville et mène vers l'est à Giscos puis vers le nord-est à Grignols.

#### Chemin de fer
La gare SNCF la plus proche est celle, distante de 31 km par la route vers le nord, de Langon sur la ligne Bordeaux-Sète du TER Nouvelle-Aquitaine.

Le 29 février 1904, la section Bazas - Bourriot-Bergonce de la ligne de Langon à Gabarret, passant par Captieux avec une gare est mise en service et le 18 septembre 1992, cette section et la gare sont déclassées.

Dans le cadre des grands projets du Sud-Ouest (GPSO) de Réseau Ferré de France (RFF), une nouvelle gare TGV Sud - Gironde sortira de terre à l'horizon 2027 proche de l'autoroute à l'est de la ville. C'est ici que les LGV Bordeaux - Toulouse et Bordeaux - Espagne se connecteront. La gare possédera un service SRGV (Service régional à grande vitesse). Un site écopole sera construit ainsi qu'une base de maintenance ferroviaire.

### Risques majeurs
Le territoire de la commune de Captieux est vulnérable à différents aléas naturels : météorologiques (tempête, orage, neige, grand froid, canicule ou sécheresse), inondations, feux de forêts et séisme (sismicité très faible). Un site publié par le BRGM permet d'évaluer simplement et rapidement les risques d'un bien localisé soit par son adresse soit par le numéro de sa parcelle.
La commune a été reconnue en état de catastrophe naturelle au titre des dommages causés par les inondations et coulées de boue survenues en 1982, 1999, 2009 et 2020,.
Captieux est exposée au risque de feu de forêt. Un incendie important s'est notamment produit en 2017 et 2020. Depuis le 20 avril 2016, les départements de la Gironde, des Landes et de Lot-et-Garonne disposent d’un règlement interdépartemental de protection de la forêt contre les incendies. Ce règlement vise à mieux prévenir les incendies de forêt, à faciliter les interventions des services et à limiter les conséquences, que ce soit par le débroussaillement, la limitation de l’apport du feu ou la réglementation des activités en forêt. Il définit en particulier cinq niveaux de vigilance croissants auxquels sont associés différentes mesures,.

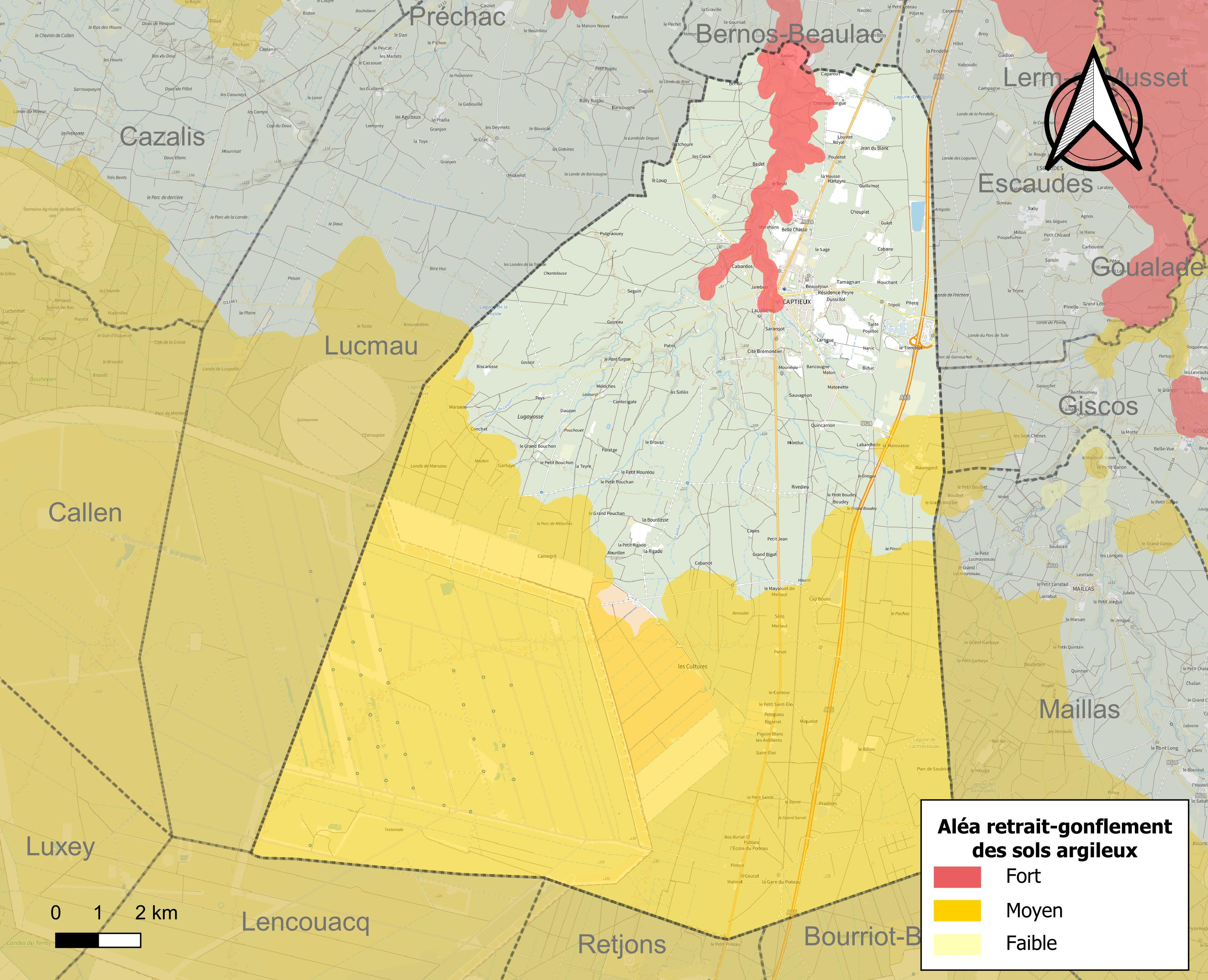
Carte des zones d'aléa retrait-gonflement des sols argileux de Captieux.

Le retrait-gonflement des sols argileux est susceptible d'engendrer des dommages importants aux bâtiments en cas d’alternance de périodes de sécheresse et de pluie. 59,6 % de la superficie communale est en aléa moyen ou fort (67,4 % au niveau départemental et 48,5 % au niveau national). Sur les 838 bâtiments dénombrés sur la commune en 2019, 129 sont en aléa moyen ou fort, soit 15 %, à comparer aux 84 % au niveau départemental et 54 % au niveau national. Une cartographie de l'exposition du territoire national au retrait gonflement des sols argileux est disponible sur le site du BRGM,.
Par ailleurs, afin de mieux appréhender le risque d’affaissement de terrain, l'inventaire national des cavités souterraines permet de localiser celles situées sur la commune.
Concernant les mouvements de terrains, la commune a été reconnue en état de catastrophe naturelle au titre des dommages causés par des mouvements de terrain en 1999.

## Toponymie
La localité était désignée autrefois par le nom de Cap Seves, nom provenant de l'expression latine caput silvarum qui signifie la tête de la forêt, expression qui est devenue la devise de la commune.
En gascon, le nom de la commune est Capsiuts.

## Histoire
Captieux est une ville prépondérante[Quoi ?] pendant le Moyen Âge et déjà une étape de la voie de Vézelay du chemin vers Compostelle.
À la Révolution, la paroisse Saint-Martin de Captieux forme la commune de Captieux. En 1817, la commune d'Escaudes est rattachée à celle de Captieux qui devient Captieux-et-
Escaudes. En 1836, la commune de Captieux est rétablie par démembrement de la commune de Captieux-et-Escaudes.

### Base militaire
Le site de la commune fut choisi par les Américains pour y installer en 1950 un important dépôt de munitions, sur 100 km2 tout près de la route D932, au lieu-dit le Poteau.
En 1966, De Gaulle demanda le départ des bases américaines du territoire français. En partant, les Américains laissèrent beaucoup de matériel qui fut revendu aux habitants et entreprises de la région. Les installations militaires de Captieux furent reprises par l’armée française.
Un documentaire La Fabrique de l'Histoire d'Emmanuel Laurentin de France Culture évoqua son histoire dans le cadre d'une série Les Américains et nous [2/4], et insista sur les quelques maisons closes du Poteau, fermées seulement en mars 1987 sur ordre (et ce quarante ans après l’interdiction des maisons closes par la loi Marthe Richard).

## Politique et administration
| Période                                  | Période    | Identité           | Étiquette | Qualité |
| ---------------------------------------- | ---------- | ------------------ | --------- | --- |
| 1973                                     | 1990       | Jean Sango         | PS        | Conseiller général (1973-1990) |
| 1990                                     | mars 2001  | Marc Lalanne       | PS        | Conseiller général (1990-2004) |
| mars 2001                                | mars 2008  | Viviane Durantau   | PS        | |
| mars 2008                                | mars 2014  | Georges Bernard    | SE        | |
| mars 2014                                | avril 2015 | Jean-Luc Gleyze    | PS        | Conseiller général du canton de Captieux (2004-2015), 2e vice-président de la CC du Bazadais (2014-), Conseiller départemental du canton du Sud-Gironde (2015-), président du conseil départemental de la Gironde (2015-) |
| avril 2015                               | 2017       | Denis Berland      | PS        | Retraité de la fonction publique |
| octobre 2017                             | 2020       | Pascal Calderon    | SE        | |
| 2020                                     | En cours   | Christine Luquedey | PS        | |
| Les données manquantes sont à compléter. |            |                    |           | |

### Intercommunalité
Le 1er janvier 20100, la communauté de communes de Captieux-Grignols ayant été supprimée, la commune de Captieux s'est retrouvée intégrée à la communauté de communes du Bazadais siégeant à Bazas.

## Population et société
Les habitants sont appelés les Capsylvains.

### Démographie
L'évolution du nombre d'habitants est connue à travers les recensements de la population effectués dans la commune depuis 1793. Pour les communes de moins de 10 000 habitants, une enquête de recensement portant sur toute la population est réalisée tous les cinq ans, les populations de référence des années intermédiaires étant quant à elles estimées par interpolation ou extrapolation. Pour la commune, le premier recensement exhaustif entrant dans le cadre du nouveau dispositif a été réalisé en 2008.

En 2022, la commune comptait 1 382 habitants, en évolution de +8,39 % par rapport à 2016 (Gironde : +6,91 %, France hors Mayotte : +2,11 %).
| 1793  | 1800  | 1806  | 1821  | 1831  | 1836  | 1841  | 1846  | 1851  |
| ----- | ----- | ----- | ----- | ----- | ----- | ----- | ----- | ----- |
| 1 500 | 1 152 | 1 312 | 1 726 | 1 970 | 1 363 | 1 431 | 1 550 | 1 530 |

| 1856  | 1861  | 1866  | 1872  | 1876  | 1881  | 1886  | 1891  | 1896  |
| ----- | ----- | ----- | ----- | ----- | ----- | ----- | ----- | ----- |
| 1 475 | 1 478 | 1 561 | 1 444 | 1 503 | 1 479 | 1 498 | 1 579 | 1 534 |

| 1901  | 1906  | 1911  | 1921  | 1926  | 1931  | 1936  | 1946  | 1954  |
| ----- | ----- | ----- | ----- | ----- | ----- | ----- | ----- | ----- |
| 1 583 | 1 826 | 1 781 | 1 704 | 1 654 | 1 638 | 1 591 | 1 415 | 1 693 |

| 1962  | 1968  | 1975  | 1982  | 1990  | 1999  | 2006  | 2008  | 2013  |
| ----- | ----- | ----- | ----- | ----- | ----- | ----- | ----- | ----- |
| 1 934 | 1 646 | 1 669 | 1 742 | 1 707 | 1 503 | 1 412 | 1 385 | 1 289 |

| 2018  | 2022  | - | - | - | - | - | - | - |
| ----- | ----- | - | - | - | - | - | - | - |
| 1 287 | 1 382 | - | - | - | - | - | - | - |

### Manifestations culturelles et festivités
En 1964, le village commença à organiser des novilladas, des corridas avec de jeunes toreros plutôt que les traditionnelles courses de vaches landaises. L'Espagnol Paquirri, alors jeune novillero inconnu, s'y est produit en 1965. La ville est membre de l'Union des villes taurines françaises.

Un marathon de rugby à sept est également désormais organisé la veille de la novillada ; ces festivités sont dénommées Rugby y Toros.
En 1966, lors d'une émission houleuse du jeu télévisé Intervilles opposant Captieux au village voisin de Grignols, les arènes en bois s'écroulèrent, passant tout près de la catastrophe. Elles ne furent reconstruites qu'en 1993.

## Économie

### Industrie
- Station de recompression du réseau de gaz naturel.
- L’économie de la ville repose principalement sur le bois (les scieries, les exploitants forestiers, la sylviculture notamment) ainsi que sur l'activité de miroiterie et sur la production de logiciels.
- La boulangerie Seguin fabrique les fameux[réf. nécessaire] « puits d'Amour ».
- Diffuseur[Quoi ?] de Captieux sur l'autoroute A65.

## Culture et patrimoine

### Lieux et monuments
- L'église Saint-Martin de Captieux actuelle date de 1869 et a été restaurée en 1970. De style néogothique, elle est composée d’un long vaisseau central de cinq travées terminé par une abside polygonale.
- Le château de Captieux, construit au Moyen Âge, a appartenu au XIVe siècle aux captals de Buch puis au XVIIIe siècle au comte d'Harcourt. On en retrouve une première mention en 1227 (bien après les invasions vascones et normandes) à l'occasion de la « promesse de Captieux » faite par Guillaume II de Béarn au roi d'Angleterre Henri III. Le comte y promet de faire hommage au roi lors de son prochain passage en Aquitaine. Cette promesse sera tenue par Gaston VII de Béarn le 23 décembre 1242. Le château a été définitivement détruit sous Louis XIII vers 1621.
  - le mariage de François Ier avec Éléonore d’Autriche. Il n'a pas eu lieu à Captieux mais au couvent de Beyries (commune de Le Frêche) à deux lieues à l'ouest de Mont-de-Marsan le 7 juillet 1530. À cette occasion le roi est passé à Captieux les 5 et 9 juillet.
  - le 23 janvier 1745, la dauphine de France Marie Thérèse d'Espagne (1726-1746) a passé la nuit dans la cure de Captieux réaménagée pour l'occasion ; ses dames de compagnie logeaient dans le couvent des Cordeliers.
- La fontaine Saint-Blaise dans la forêt, derrière les arènes, soignerait les rhumatismes ; le prieuré de Saint-Blaise a existé avant le couvent des Cordeliers et était probablement situé au sud de la fontaine de Saint-Blaise
- Voie de Vézelay : la ville de Captieux est une étape officielle sur le chemin de Saint-Jacques-de-Compostelle.
- À l'entrée et à la sortie de Captieux, est présenté l'emblème de la ville, l'« écureuil magique » qui tient une pomme de pin marron.
- Cercle des Travailleurs, café associatif.
- Arènes Jean-Sango.
- Camp du Poteau.

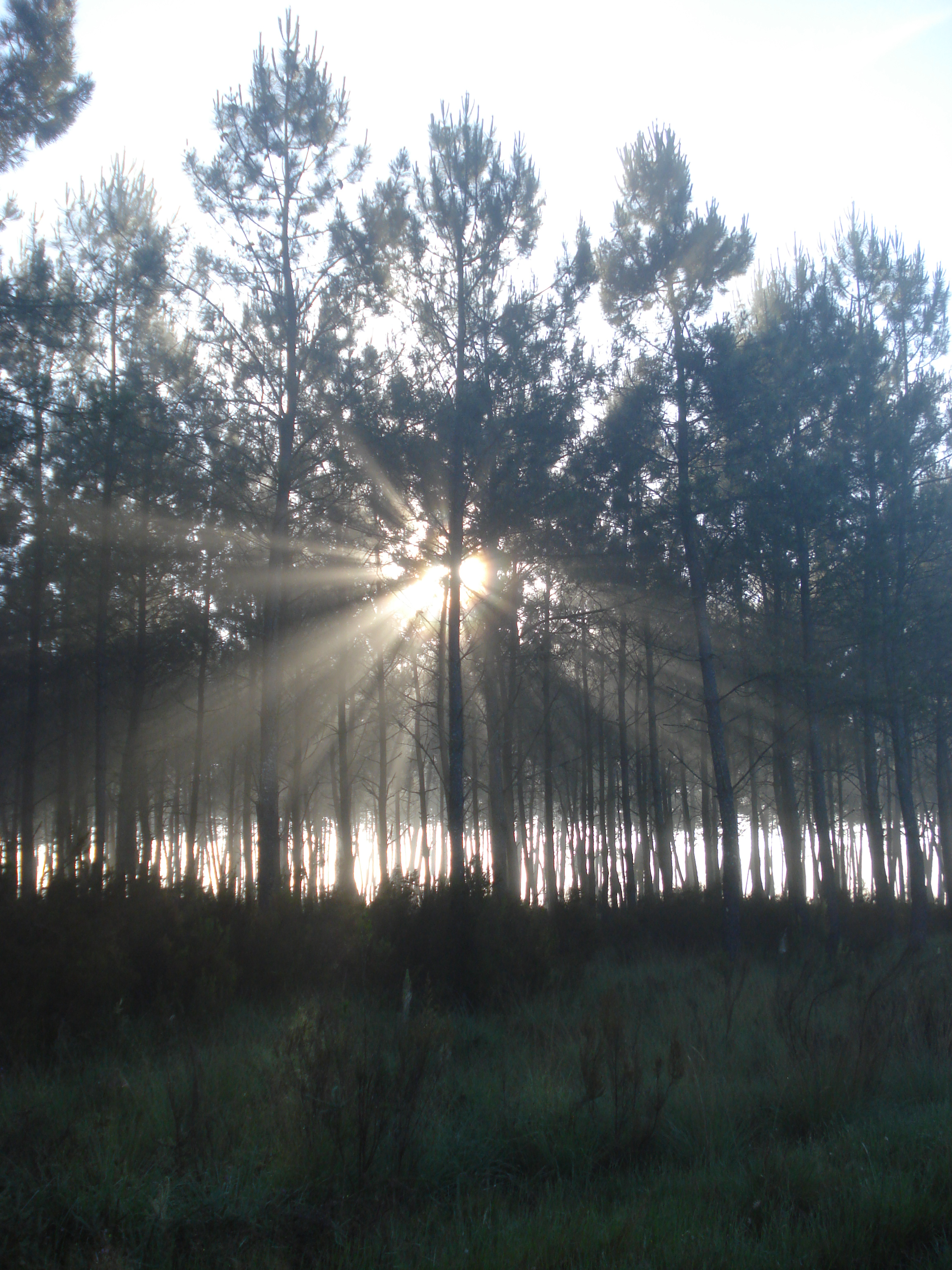
Captieux, la forêt au soleil matinal.
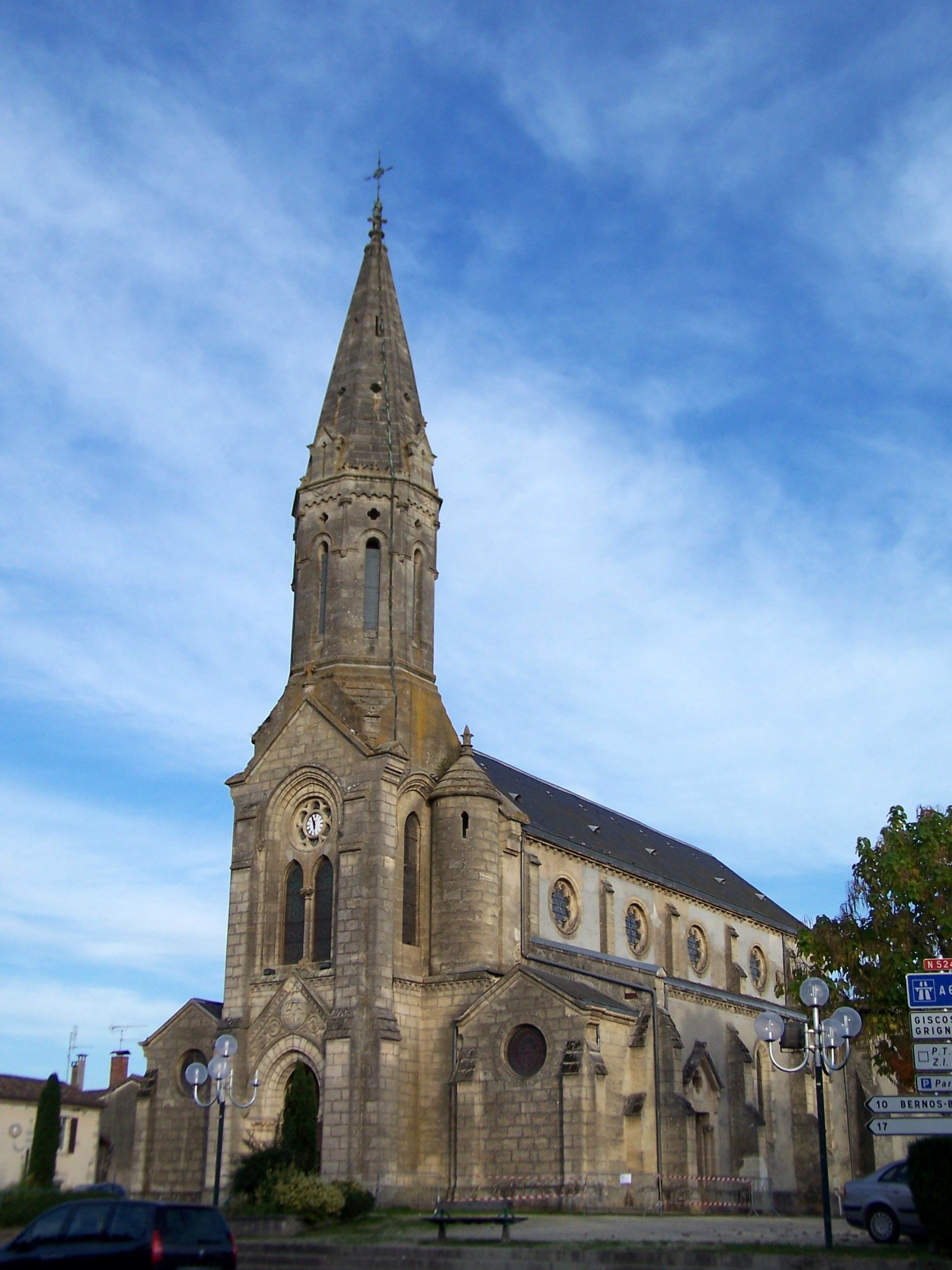
L'église Saint-Martin, vue nord-ouest (octobre 2012).
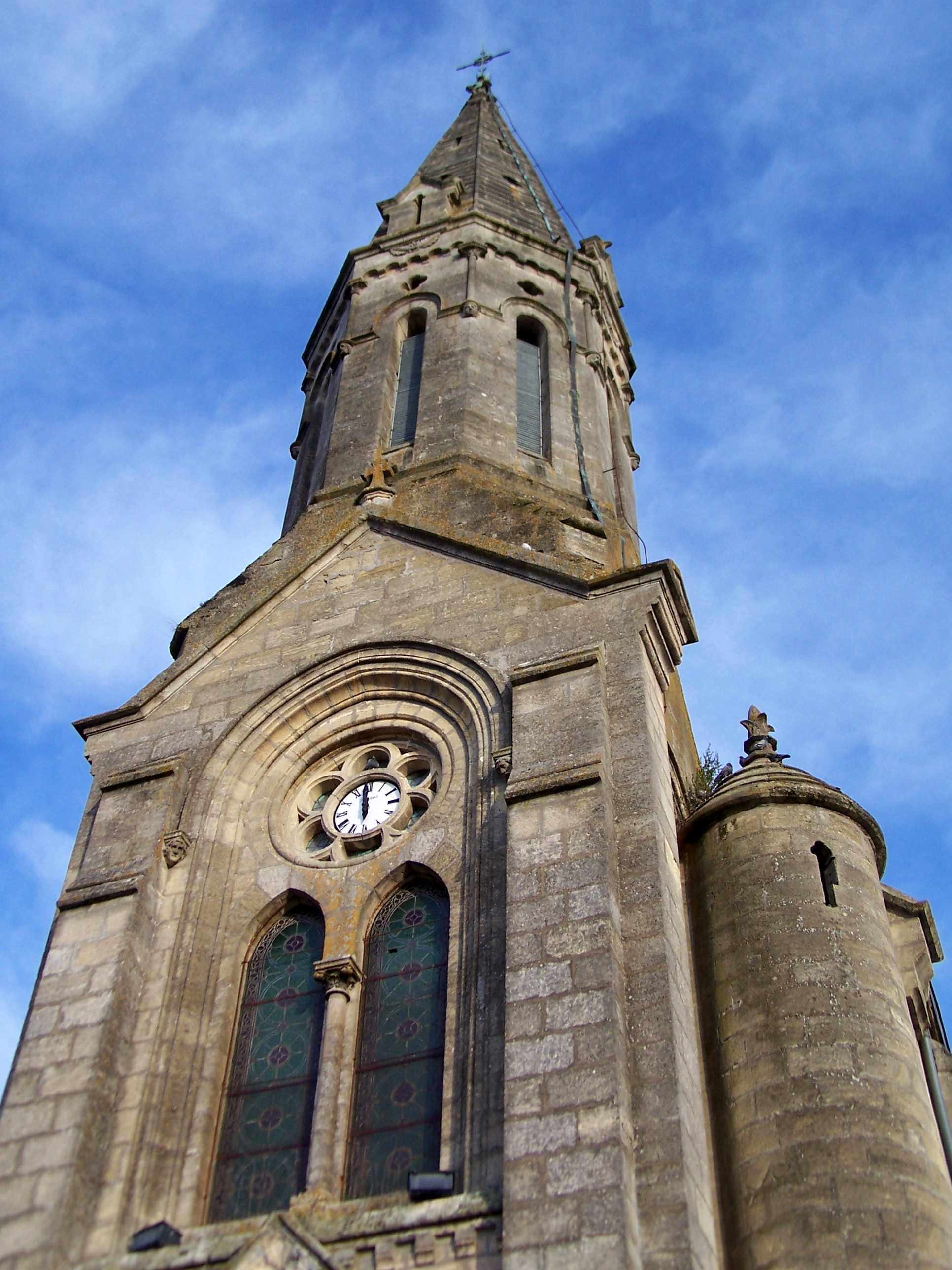
Façade occidentale et clocher (octobre 2012).
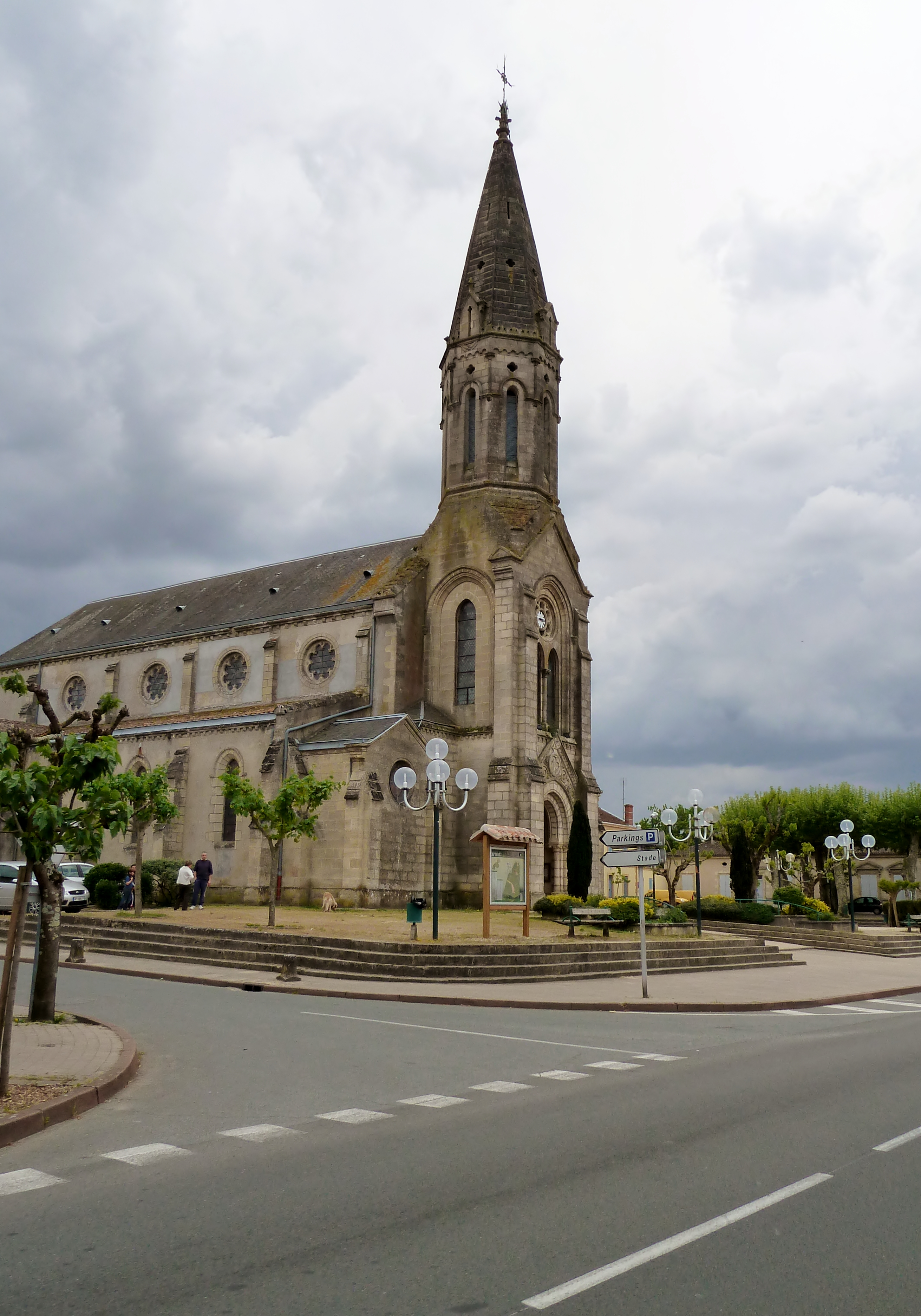
L'église et sa place. Sous la rangée d'arbres de droite, la mairie. (octobre 2012).
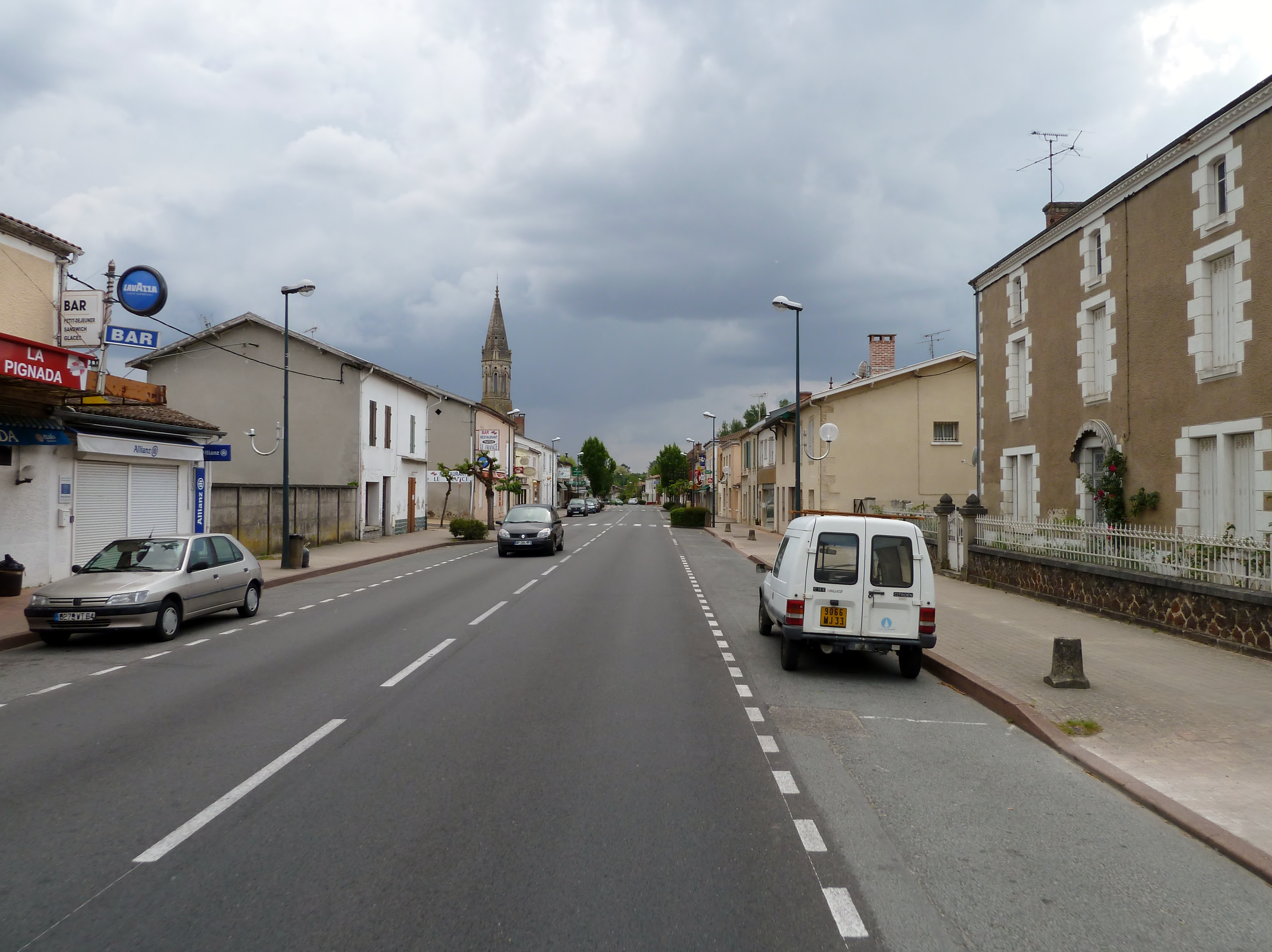
La route de Bazas (avril 2011).
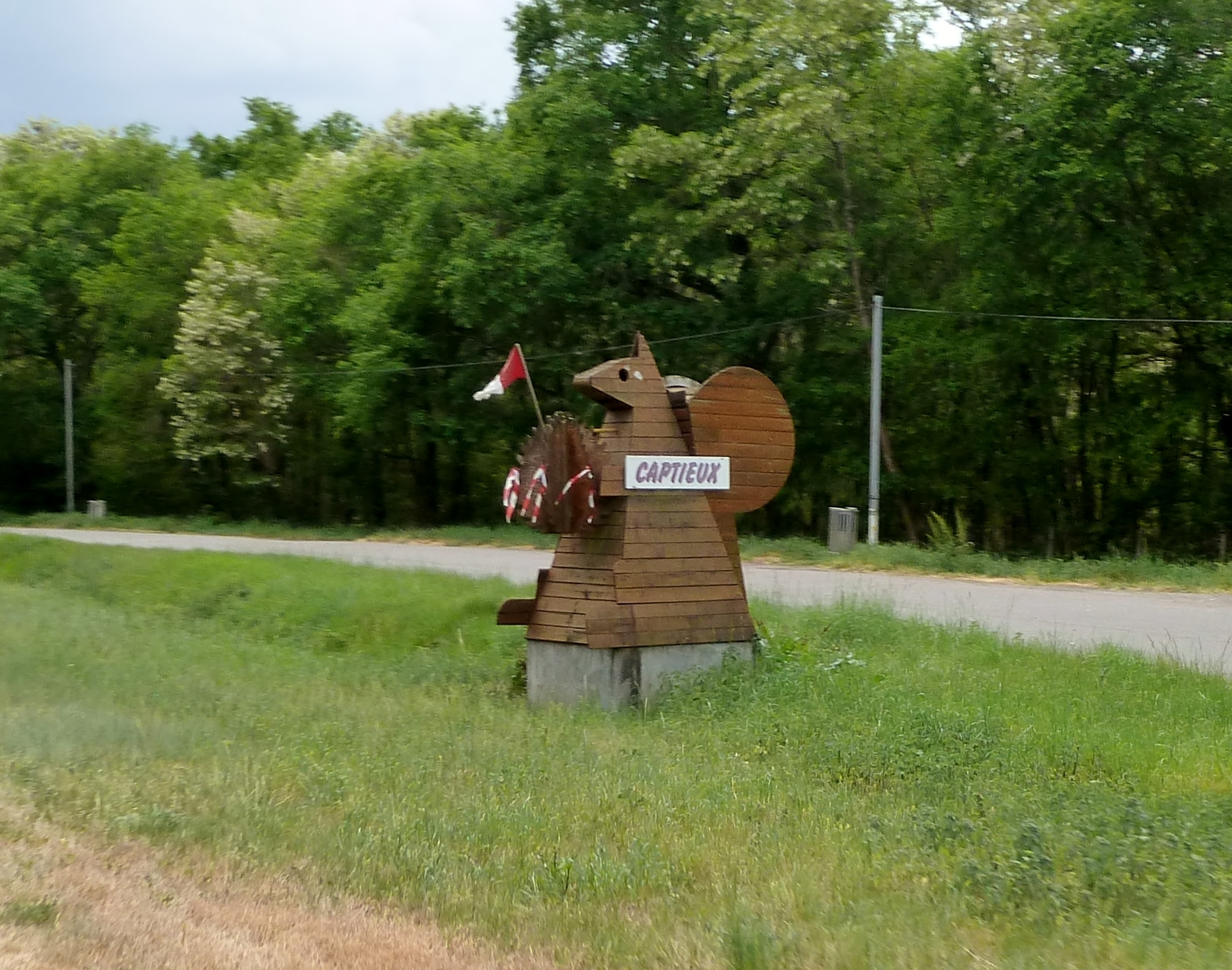
L'écureuil magique (avril 2011).
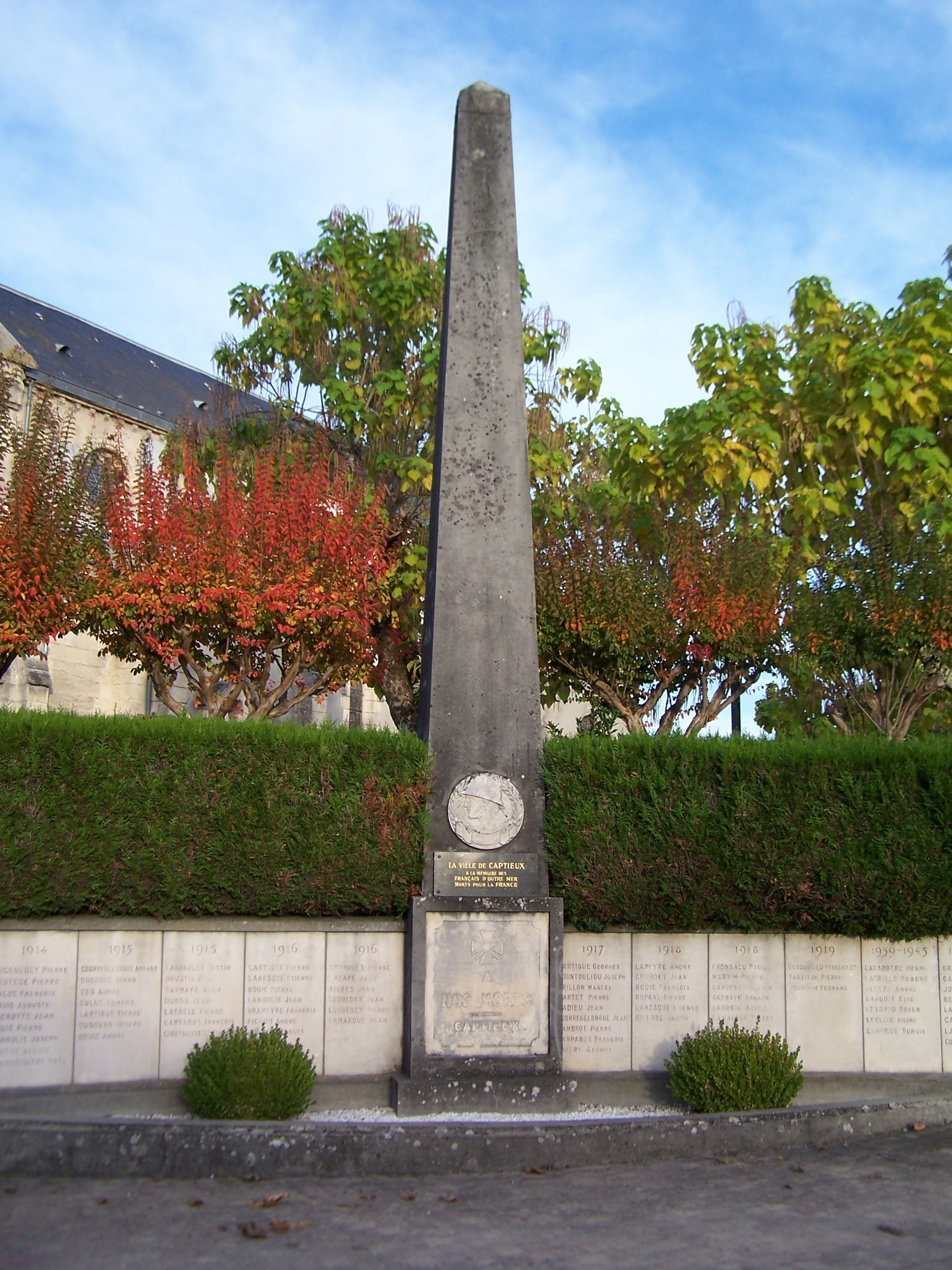
Le monument aux morts au carrefour devant l'église (octobre 2012).

### Personnalités liées à la commune
- Guillaume Bouic, né en 1970, rugbyman international, joueur au SU Agen.
- Benjamin De Rovere, né en 1983, écarteur de course landaise, champion de France des écarteurs en 2004, 2005 et 2006[36].
- Raphaël Lagarde, né en 1988, rugbyman à l'Aviron bayonnais et en équipe de France de rugby à sept.
- Maly Thomas, née en 1988, comédienne et animatrice de télévision[37].
- Jean-Luc Gleyze, homme politique, ancien maire de Captieux. Il est premier président du conseil départemental de la Gironde.

### Héraldique
| Armes | Les armes de Captieux se blasonnent ainsi : D'argent à l'écureuil contourné grimpant sur une branche en barre mouvant de la pointe et du bas du flanc senestre, surmonté d'une branche de pin de cinq touffes d'aiguilles, ployée en barre et en fasce, mouvant de l'angle senestre du chef et se terminant par une pigne, le tout de gueules accompagné, en chef à dextre, de l'inscription CAPUT SYLVARUM sur deux lignes en lettres capitales de sable. Devise de la commune : Caput sylvarum, la tête de la forêt |